# Onthophagus wayaua
Onthophagus wayaua es una especie de insecto del género Onthophagus, familia Scarabaeidae, orden Coleoptera.
Fue descrita científicamente por Huijbregts & Krikken en 2012.